# Протопланета

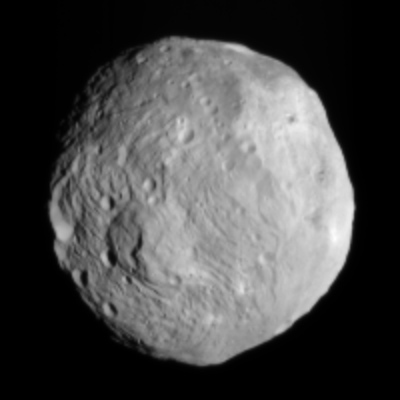
Сохранившаяся протопланета, (4) Веста

Протопланета — крупный планетный зародыш в протопланетном диске, прошедший стадию внутреннего плавления, что привело к дифференциации недр. Полагают, что эти небесные тела образовались из планетезималей километровых размеров, гравитационно притягивавшихся и сталкивавшихся друг с другом. В соответствии с теорией формирования планет, протопланеты вносили небольшие возмущения в орбиты друг друга и в результате сталкивались, постепенно образуя крупные планеты.
В случае с Солнечной системой полагают, что столкновения планетезималей породило несколько сотен планетарных эмбрионов. Такие зародыши были похожи на Цереру и Плутон: их масса составляла 1022 — 1023 кг, а диаметр — несколько тысяч километров. На протяжении сотен миллионов лет они сталкивались друг с другом, в результате чего их размер увеличивался, а количество уменьшалось. Детали этого процесса неизвестны, но его делят на три стадии (три поколения протопланет). В конце концов осталось лишь несколько зародышей планет, которые, столкнувшись, соединились в полноценные планеты.
В ранних протопланетах было много радиоактивных элементов, которые со временем распадались. Тепло от этого распада, а также от столкновений и гравитационного давления, расплавляло некоторую часть недр протопланет по мере их роста и превращения в планеты. В расплавленных зонах тяжёлые элементы опускались к ядру планеты, а более лёгкие — поднимались к её поверхности. Этот процесс называют гравитационной дифференциацией. Изучение состава метеоритов показывает, что подобная дифференциация имела место и в некоторых астероидах.
Теория гигантского столкновения предполагает, что земная Луна сформировалась при колоссальном столкновении гипотетической протопланеты Тейи с Землёй в ранней истории Солнечной системы.
Внутри Солнечной системы насчитывают три более-менее уцелевшие и нетронутые протопланеты — это Церера, (2) Паллада и (4) Веста. К протопланетам также относят и карликовые планеты пояса Койпера. Так как на Земле были найдены метеориты из железа, то считается вполне вероятным, что в поясе астероидов были протопланеты с ядрами из металла, а их разрушение стало причиной появления этих метеоритов.
В феврале 2013 года астрономы провели первое непосредственное наблюдение протопланеты, формирующейся в газопылевом облаке отдалённой звезды.